# جان برگوین
جان برگوین (انگلیسی: John Burgoyne؛ ۲۴ فوریهٔ ۱۷۲۲ – ۴ اوت ۱۷۹۲) درجه‌دار ارتش، سیاستمدار و نمایشنامه‌نویس اهل پادشاهی بریتانیای کبیر بود. از آثار او می توان به نمایش‌نامهٔ وارثه اشاره کرد.
برگوین بیشتر به خاطر نقش‌اش در جنگ انقلاب آمریکا شناخته می‌شود. او طرحی برای تهاجم طراحی کرد و فرماندهی نیرویی را بر عهده گرفت که قرار بود از کانادا به سمت جنوب حرکت کند تا نیوانگلند را از سایر مستعمرات جدا کرده و به شورش پایان دهد. برگوین از کانادا پیشروی کرد، اما حرکت کند او به آمریکایی‌ها این فرصت را داد که نیروهایشان را متمرکز کنند. برخلاف برنامه‌ریزی کلی، ارتش بریتانیا در نیویورک به جای یاری رساندن به او، به سمت جنوب حرکت کرد تا فیلادلفیا را تصرف کند. برگوین دو نبرد کوچک در نزدیکی ساراتوگا انجام داد، اما در نهایت توسط نیروهای آمریکایی محاصره شد و با توجه به اینکه کمکی در راه نبود، در ۱۷ اکتبر ۱۷۷۷ کل ارتش خود شامل ۶٬۲۰۰ نفر را تسلیم کرد. به گفتهٔ تاریخ‌نگار، ادموند مورگان، «تسلیم او نقطه عطف بزرگی در جنگ بود، زیرا باعث شد که آمریکایی‌ها حمایت خارجی را به دست آورند؛ حمایتی که آخرین عنصر لازم برای پیروزی بود». فرانسه از بهار ۱۷۷۶ به شورشیان آمریکایی کمک تسلیحاتی می‌کرد. برگوین و افسرانش به انگلستان بازگشتند، در حالی که سربازان تحت فرمانش به اسارت درآمدند. او پس از بازگشت به لندن با انتقادات شدیدی روبه‌رو شد.

## بیشتر بخوانید
- Bahshian, Aram Jr. "General John Burgoyne" History Today (July 1972), Vol. 22 Issue 7, p. 470–480, online.
- Glover, Michael. General Burgoyne in Canada and America, Gordon & Cremonesi, 1976
- Huddleston, F.J. Gentleman Johnny Burgoyne, Misadventures of an English General in the Revolution, Bobbs-Merrill Company, 1927; Garden City Publishers
- Watt, Gavin K. The British Campaign of 1777, Volume Two – The Burgoyne Expedition: Burgoyne's Native and Loyalist Auxiliaries, Global Heritage Press, Milton, 2013